# Frederik VI van Salm-Kyrburg
Frederik VI Ernst Lodewijk Karel Valentijn Maria van Salm-Kyrburg (1845-1905) droeg als laatste de titel van vorst van Salm-Kyrburg.

## Leven
Frederik VI was de enige zoon van vorst Frederik V van Salm-Kyrburg en diens echtgenote, prinses Eleonore de la Trémoille. Na zijn vaders dood volgde hij hem op als vorst van Salm-Kyrburg. Het staatje Salm-Kyrburg bestond echter al niet meer sinds het in 1813 gemediatiseerd was door Pruisen; maar de familie bleef hun titels natuurlijk wel houden.
Hij sloot in 1883 een morganatisch huwelijk met Louise le Grand, die in 1885 de titel vrijvrouw van Eichhof kreeg van de Hertog van Saksen-Coburg en Gotha en in 1917 de titel vrijvrouw van Rennenberg van de koning van Pruisen. Doordat hun huwelijk morganatisch was, erfden hun kinderen slechts de titels van hun moeder en niet van hun vader. Frederik VI was echter de enige zoon van vorst Frederik V, waardoor de lijn van Salm-Kyrburg uitstierf en alle titels overgingen op een andere zijlinie van het geslacht Salm, namelijk Salm-Salm.
Frederik en Louise kregen zes kinderen, die de titel vrijheer van Rennenberg droegen:
- Yvonne Ernestine Eleonore Rosalie Marie Cornelie (1884-1951)
- Maximiliaan Frederik Ernst Lodewijk Maria (1886-1948)
- Berthe (1887- ?)
- Charlotte Marie (1888-1909)
- Robert Oscar Lodewijk Ernst Maria (1889-1950)
- Lodewijk Karel Johan Maria (1890-?)